# جانی قربانیان
جانی قربان (جانی قربانیان) دودمانی بودند که طی سدهٔ هفتم در قسمتی از ایران حکومت کردند.
این دودمان سلسه‌ای از امرا بود که پس از درگذشت ابوسعید بهادرخان آخرین ایلخان مغول در قسمتی از ایران حکومت کرد. بنیانگذار آن امیر محمد بیگ جانی قربان است.
جمعیتی بودند از مردم فارس، ترک، ترکمن و ازبک در دشت خاوران، کلات، ابیورد، درگز و نسا.
این جمعیت مانند سربداران سبزوار به منظور برانداختن سلسلهٔ مغول در قرن هفتم هجری در خاوران به وجود آمدند و فعالیت خود را آغاز کردند.
طایفهٔ جانی قربان به تدریج در آن منطقه قدرتی بهم رساندند شهرستان‌های نسا، ابیورد، کلات، سرخس، مرو، هرات و بلخ را زیر سلطهٔ خود آوردند، و مرکز حکمرانی را کلات قرار دادند.
تیمور گورکانی در آغاز کار خود مدتی به زندان امیر علی بیگ برادر امیر محمد بیگ حاکم جانی قربان در کلات افتاد و بیش از یکماه در آن زندان ماند، تیمور در شرح حال خود از حیوانات موذی این زندان شکایت کرده‌است ولی از امیر محمد بیگ برادر وی به نیکی یاد نموده است.
جانی قربانی‌ها بیش از پنجاه سال فرمانروایی کردند، در رأس این جانی قربانیان ارغوان یا ارغون شاه حکمران نسا و ابیورد بوده‌است.
ارغوان شاه در دربند کلات بارویی به شکل مخروطی ناقص از آجرهای دندانه‌دار به ارتفاع هشت متر ساخته، که از این بارو، دیده‌بانی می‌کردند، و هر گونه حرکت و رفت‌وآمد را به سهولت کنترل می‌نمودند.
آثار این بارو هنوز هم در دربند کلات باقی است و به دربند ارغوان‌شاه معروف است.

## ارغوان شاه
ارغوان شاه نوه امیر نوروز بود، که خراسان شمالی را به تصرف خود در آورد و جانشینانش کلات را مرکز حکمرانی خود قرار دادند.
سربداران، مقتدرتر از جانی قربانی‌ها بودند و خواجه یحیی کرابی، یکی از امرای مقتدر سربدار، طغاتیمور، آخرین اعقاب چنگیزی را که بعد از ابوسعید در منطقه گرگان حکومت می‌کرد کشت، سپس به طوس تاخت و نیشابور و جام را از تصرف ارغوان شاه حکمران جانی قربانی در آورد.
جانی قربانی و سربداران در برانداختن سلسله مغولان در ایران همکاری و هدف واحدی داشتند جانی قربانی‌ها به تدریج اهمیت و قدرت خود را از دست دادند و در جنگ‌های داخلی فرزندان و اعقاب امیر تیمور متلاشی شدند. بازماندگان این طایفه امروز در أستان خراسان و أستان اصفهان منطقه شهرضا يا کلات، درگز، زواندرخ و چولایی خانه مشهد زندگی می‌کنند.